# RTP3
RTP3, anciennement RTP Informação est une chaîne de télévision publique portugaise d'information en continu.

## Historique

### NTV (2001-2004)
La chaîne NTV (Norte TV) est créée le 15 octobre 2001. Il s'agit alors de la seconde chaîne régionale portugaise diffusée sur le câble, à destination des habitants du nord du Portugal. Le siège social de la chaîne se situe à Porto et appartient à PT Multimédia, Lusomundo et Radio-télévision du Portugal.
En 2003, elle est entièrement rachetée par Radio-télévision du Portugal. Le 31 mai 2004, NTV est remplacée par la chaîne RTP N, seules quelques émissions de NTV perdurent sur RTP N.

### RTPN (2004-2011)
RTPN, pour RTP Norte ou RTP Noticias, a commencé ses émissions le 31 mai 2004. Il s'agit de la première chaîne thématique de la Radio-télévision du Portugal. Elle est à partir de sa création une chaîne d'information en continu à destination de tout le territoire portugais.
La grille des programmes est principalement composée de journaux, mais aussi d'émissions de débat, de libre-antenne, ou encore de magazines. Ses programmes sont exclusifs à RTP N, mais on peut aussi retrouver certains de ses programmes sur d'autres chaînes RTP comme RTP 1, RTP 2, RTP Internacional ou RTP África. Dès sa création, RTP N diffuse aussi une grande partie de la diffusion du Tour de France, qui était auparavant diffusée en intégralité sur RTP 2 de façon accessible à tous.
En dépit d'appartenir a la Radio-télévision du Portugal, entreprise publique de l'État Portugais, la chaîne n'en est pas pour autant considérée comme une « chaîne de service public » mais comme une « chaîne d'intérêt public », tout comme RTP Memória. Ce qui veut dire que, même si la chaîne appartient au groupe RTP, sa gestion est donc, en principe, détachée des fonds publics. Ses seules ressources sont les recettes publicitaires et les éventuelles subventions des opérateurs de TV payante.

### RTP Informação (2011-2015)
À partir du 19 septembre 2011, RTP N change de nom et de logo pour devenir RTP Informação. Ce rebranding a pour objet la disparition effective de toute trace des origines septentrionales de la chaîne, au profit du renforcement de l'image informative de la chaîne.

### RTP3 (à partir du 5 octobre 2015)
À partir du 5 octobre 2015, RTP Informação change de nom et de logo pour devenir RTP3 mais aussi modifie sa grille des programmes.
Le 1er décembre 2016, RTP3 est lancée avec RTP Memória sur la TDT à condition qu'elles ne diffusent aucune publicité. Elles continuent cependant à diffuser des publicités sur leurs diffusions sur les opérateurs portugais. Durant les diffusions de publicités, des petites émissions culturelles sont diffusés sur la TDT à la place.

## Identité visuelle

### Logos

Logo de NTV du 15 octobre 2001 au 31 mai 2004
Logo de RTPN du 31 mai 2004 au 19 septembre 2011
Logo de RTP Informação du 19 septembre 2011 au 5 octobre 2015
Logo de RTP3 depuis le 5 octobre 2015

## Diffusion
RTP3 est diffusée sur les opérateurs de Télévision numérique terrestre, télévision par câble, par satellite, ainsi que sur la télévision par ADSL ou fibre (ou IPTV). 
Télévision numérique terrestre : : Canal n° 6

NOS (Câble et Satellite) : Canal n° 6

MEO (IPTV et Satellite) : Canal n° 6 

Cabovisão (Câble) : Canal n° 5

Vodafone (IPTV) : Canal n° 6 

## Programmes
Journaux
- Bom Dia Portugal (en simultané sur RTP1 et RTP Internacional) - de 6 h 30 à 9 h
- Bom Dia Portugal - Fim de semana (en simultané sur RTP1 et RTP Internacional) - de 8 h à 10 h
- 3 às 10/3 às 11
- Jornal das 12
- 3 às 14
- Tarde Informativa
- 360
- 18/20
- Sexta às 10
- Noite Informativa
- 24 Horas

Magazines
- Grande Área
- Justiça Cega?
- Economix
- Politica Sueca
- Ordem do dia
- Trio d'Ataque
- Zoom África
- Zona Mista

Talk-shows américains
Last Week Tonight with John Oliver
CNN's Fareed Zakaria GPS